# چندکشتی

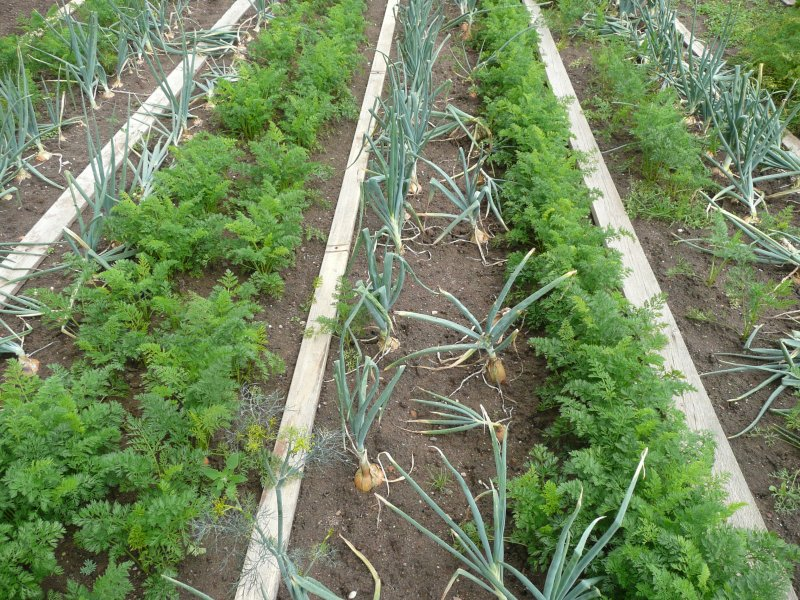
چندکشتی که تنوع مفید درون مزرعه را فراهم می‌کند: کاشت همراه هویج و پیاز. بوی پیاز مگس ریشه هویج را از بین می‌برد، در حالی که بوی هویج مگس پیاز را از بین می‌برد.

در کشاورزی، چندکشتی (به انگلیسی: polyculture)، رویه کشت بیش از یک گونه گیاهی در یک فضا و در یک زمان است. در انجام این کار، چندکشتی تلاش می‌کند تا از تنوع اکوسیستم‌های طبیعی تقلید کند. کشت مخلوط که به آن کشت درهم نیز می‌گویند، نقطه مقابل تک‌کشتی است که در آن تنها یک گونه گیاهی یا جانوری با هم کشت می‌شود. کشت چند مرحله‌ای می‌تواند کنترل برخی از آفات، علف‌های هرز و بیماری‌ها را بهبود بخشد و در عین حال نیاز به آفت‌کش‌ها را کاهش دهد. کشت درهم حبوبات با غیرحبوبات به دلیل تثبیت زیستی نیتروژن می‌تواند کارکرد را در خاک‌های کم‌نیتروژن افزایش دهد. با این حال، چند کشت همچنین می‌تواند بازده محصول را به دلیل رقابت میان گونه‌های مخلوط برای نور، آب یا مواد مغذی کاهش دهد. همچنین مدیریت را پیچیده می‌کند زیرا گونه‌ها دارای نرخ رشد، روزهای تا بلوغ و نیازهای برداشت متفاوت هستند. تک‌کشتی‌ها بیشتر در معرض مکانیزاسیون هستند. به این دلایل، بسیاری از کشاورزان در کشاورزی در مقیاس بزرگ، همچنان به کشت‌های تکی تکیه می‌کنند و از تناوب کشت برای افزودن تنوع به سیستم استفاده می‌کنند.